# Origan lisse
Origanum laevigatum
Espèce
Classification APG III (2009)
L'Origan lisse, Origanum laevigatum, est une espèce de plantes à fleurs de la famille des Lamiaceae. C'est une plante herbacée vivace originaire de l'est de la Méditerranée (Chypre, Liban, Syrie, Turquie).
L'espèce serait appelée Origan lisse[réf. nécessaire].

## Description
L'origan lisse se plait dans la rocaille ou il donne de riches bouquets de fleurs roses et pourpres (bractées) discrètement parfumées.
Ses tiges mesurent une cinquantaine de centimètres de hauteur et la touffe (qui s'étale au fil des années) atteint une largeur équivalente.

## Culture
La culture se fait en plein soleil en terre drainante neutre à calcaire. La plante ne craint ni la chaleur de plein été ni le froid d'hiver. Elle est peu sensible aux maladies.
La plante se multiplie par semis ou bouture (recommandée en mai). Son système racinaire étant superficiel, mieux vaut ne pas déplacer un plant enraciné.

## Étymologie
Le mot « origan » est issu du grec ὀρίγανον / origanon, signifiant « qui se plaît sur la montagne », composé de ὄρος / oros « montagne » et γάνος / ganos « éclat, aspect riant ».